# Menderes
Menderes là một huyện thuộc tỉnh İzmir, Thổ Nhĩ Kỳ. Huyện có diện tích 775 km² và dân số thời điểm năm 2007 là 64065 người, mật độ 83 người/km².